# Discografia di Noah Kahan
La discografia di Noah Kahan, cantautore attivo dal 2017, è composta da tre album in studio, uno dal vivo, due extended play e oltre venticinque singoli.

## Album

### Album in studio
| Anno                                                                       | Titolo | Classifiche | Classifiche | Classifiche | Classifiche | Classifiche | Classifiche | Classifiche | Classifiche | Classifiche | Classifiche | Certificazioni                                                                               |
| Anno                                                                       | Titolo | US          | AUS         | BEL         | CAN         | IRE         | NLD         | NOR         | NZ          | SCO         | UK          | Certificazioni                                                                               |
| -------------------------------------------------------------------------- | --- | ----------- | ----------- | ----------- | ----------- | ----------- | ----------- | ----------- | ----------- | ----------- | ----------- | -------------------------------------------------------------------------------------------- |
| 2019                                                                       | Busyhead - Pubblicato: 14 giugno 2019 - Etichetta: Republic Records - Formati: CD, MC, LP, download digitale, streaming                       | —           | —           | —           | 83          | —           | —           | —           | —           | —           | —           | - CAN: Oro - UK: Argento                                                                     |
| 2021                                                                       | I Was / I Am - Pubblicato: 17 settembre 2021 - Etichetta: Republic Records - Formati: CD, MC, LP, download digitale, streaming                | 154         | —           | —           | —           | —           | 58          | —           | —           | 15          | 70          |                                                                                              |
| 2022                                                                       | Stick Season - Pubblicato: 14 ottobre 2022 - Etichetta: Mercury Records, Republic Records - Formati: CD, MC, LP, download digitale, streaming | 2           | 6           | 7           | 1           | 1           | 1           | 18          | 5           | 2           | 1           | - AUS: Oro - CAN: Platino (4) - NLD: Oro - NZL: Platino (2) - UK: Platino - USA: Platino (2) |
| "—" indica una pubblicazione non classificata o distribuita in quel paese. | |             |             |             |             |             |             |             |             |             |             |                                                                                              |

### Album dal vivo
| Anno | Titolo | Classifiche | Classifiche | Classifiche |
| Anno | Titolo | US          | CAN         | IRE         |
| ---- | --- | ----------- | ----------- | ----------- |
| 2024 | Live from Fenway Park - Pubblicato: 30 agosto 2024 - Etichetta: Mercury Records, Republic Records - Formato: CD, MC, LP, download digitale, streaming | 37          | 89          | 72          |

## Extended play
| Anno                                                                       | Titolo | Classifiche | Classifiche |
| Anno                                                                       | Titolo | BEL         | NLD         |
| -------------------------------------------------------------------------- | --- | ----------- | ----------- |
| 2018                                                                       | Hurt Somebody - Pubblicato: 12 gennaio 2018 - Etichetta: Republic Records - Formati: CD, MC, LP, download digitale, streaming | —           | —           |
| 2020                                                                       | Cape Elizabeth - Pubblicato: 1° maggio 2020 - Etichetta: Republic Records - Formati: CD, MC, LP, download digitale, streaming | 72          | 47          |
| "—" indica una pubblicazione non classificata o distribuita in quel paese. | |             |             |

## Singoli

### Come artista principale
| Anno                                                                       | Titolo                                               | Classifiche | Classifiche | Classifiche | Classifiche | Classifiche | Classifiche | Classifiche | Classifiche | Certificazioni                                                                                                | Album di provenienza       |
| Anno                                                                       | Titolo                                               | US          | AUS         | CAN         | IRE         | NLD         | NZ          | SWE         | UK          | Certificazioni                                                                                                | Album di provenienza       |
| -------------------------------------------------------------------------- | ---------------------------------------------------- | ----------- | ----------- | ----------- | ----------- | ----------- | ----------- | ----------- | ----------- | --- | -------------------------- |
| 2017                                                                       | Young Blood                                          | —           | —           | —           | —           | —           | —           | —           | —           | - AUS: Oro - CAN: Platino - NZL: Oro                                                                          | Busyhead                   |
| 2017                                                                       | Hold It Down                                         | —           | —           | —           | —           | —           | —           | —           | —           | |                            |
| 2017                                                                       | Sink                                                 | —           | —           | —           | —           | —           | —           | —           | —           | | Busyhead                   |
| 2017                                                                       | Hallelujah                                           | —           | —           | —           | —           | —           | —           | —           | —           | |                            |
| 2017                                                                       | Fine                                                 | —           | —           | —           | —           | —           | —           | —           | —           | |                            |
| 2017                                                                       | Hurt Somebody (solista o con Julia Michaels)         | —           | 14          | —           | —           | 33          | 29          | 88          | —           | - USA: Oro - AUS: Platino (5) - UK: Argento - SWE: Oro - CAN: Oro - NZL: Platino (3)                          | Hurt Somebody and Busyhead |
| 2018                                                                       | Come Down                                            | —           | —           | —           | —           | —           | —           | —           | —           | |                            |
| 2018                                                                       | False Confidence                                     | —           | —           | —           | —           | —           | —           | —           | —           | - USA: Oro - AUS: Oro - UK: Argento - CAN: Platino - NZL: Oro                                                 | Busyhead                   |
| 2019                                                                       | Mess                                                 | —           | —           | —           | —           | —           | —           | —           | —           | - AUS: Oro | Busyhead                   |
| 2019                                                                       | Cynic                                                | —           | —           | —           | —           | —           | —           | —           | —           | | Busyhead                   |
| 2019                                                                       | Busyhead                                             | —           | —           | —           | —           | —           | —           | —           | —           | | Busyhead                   |
| 2020                                                                       | Crazier Things (con Chelsea Cutler)                  | —           | —           | —           | —           | —           | —           | —           | —           | | Non-album singles          |
| 2020                                                                       | Pride (feat. mxmtoon)                                | —           | —           | —           | —           | —           | —           | —           | —           | | Non-album singles          |
| 2021                                                                       | Godlight                                             | —           | —           | —           | —           | —           | —           | —           | —           | | I Was / I Am               |
| 2021                                                                       | Animal                                               | —           | —           | —           | —           | —           | —           | —           | —           | | I Was / I Am               |
| 2021                                                                       | Someone Like You (feat. Joy Oladokun)                | —           | —           | —           | —           | —           | —           | —           | —           | | I Was / I Am               |
| 2022                                                                       | Stick Season                                         | 9           | 1           | 3           | 1           | 1           | 2           | 15          | 1           | - USA: Platino (4) - AUS: Platino (5) - UK: Platino (4) - CAN: Platino (8) - NVPI: Platino - NZL: Platino (4) | Stick Season               |
| 2022                                                                       | Northern Attitude (solista o con Hozier)             | 37          | 63          | 21          | 5           | —           | 39          | —           | 16          | - USA: Platino - UK: Oro - CAN: Platino (2) - NZL: Platino                                                    | Stick Season               |
| 2023                                                                       | We're All Gonna Die (con Joy Oladokun)               | —           | —           | —           | —           | —           | —           | —           | —           | | Proof of Life              |
| 2023                                                                       | Dial Drunk (solista o con Post Malone)               | 25          | 45          | 10          | 11          | —           | 26          | —           | 32          | - USA: Platino (2) - AUS: Oro - UK: Platino - CAN: Platino (5) - NZL: Platino                                 | Stick Season               |
| 2023                                                                       | Call Your Mom (solista o con Lizzy McAlpine)         | —           | —           | 68          | 32          | —           | —           | —           | 83          | - USA: Oro - UK: Argento - CAN: Platino - NZL: Oro                                                            | Stick Season               |
| 2023                                                                       | She Calls Me Back (solista o con Kacey Musgraves)    | 76          | —           | 62          | 38          | —           | —           | —           | 95          | - USA: Platino - UK: Argento - CAN: Platino (2) - NZL: Oro                                                    | Stick Season               |
| 2023                                                                       | Everywhere, Everything (solista o con Gracie Abrams) | 79          | —           | 60          | 49          | —           | —           | —           | 72          | - USA: Oro - UK: Argento - CAN: Platino                                                                       | Stick Season               |
| 2024                                                                       | Homesick (solista o con Sam Fender)                  | —           | 57          | 64          | 4           | —           | —           | —           | 5           | - USA: Oro - UK: Oro - CAN: Platino - NZL: Oro                                                                | Stick Season               |
| 2024                                                                       | Forever                                              | 28          | 98          | 16          | 43          | —           | —           | —           | 31          | - CAN: Platino                                                                                                | Stick Season               |
| 2024                                                                       | Cowboys Cry Too (con Kelsea Ballerini)               | 50          | —           | 49          | 77          | —           | —           | —           | 84          | | Patterns                   |
| 2024                                                                       | Up All Night (con James Bay e the Lumineers)         | —           | —           | —           | —           | —           | —           | —           | —           | | Changes All the Time       |
| "—" indica una pubblicazione non classificata o distribuita in quel paese. |                                                      |             |             |             |             |             |             |             |             | |                            |